# Nikolaus Martini

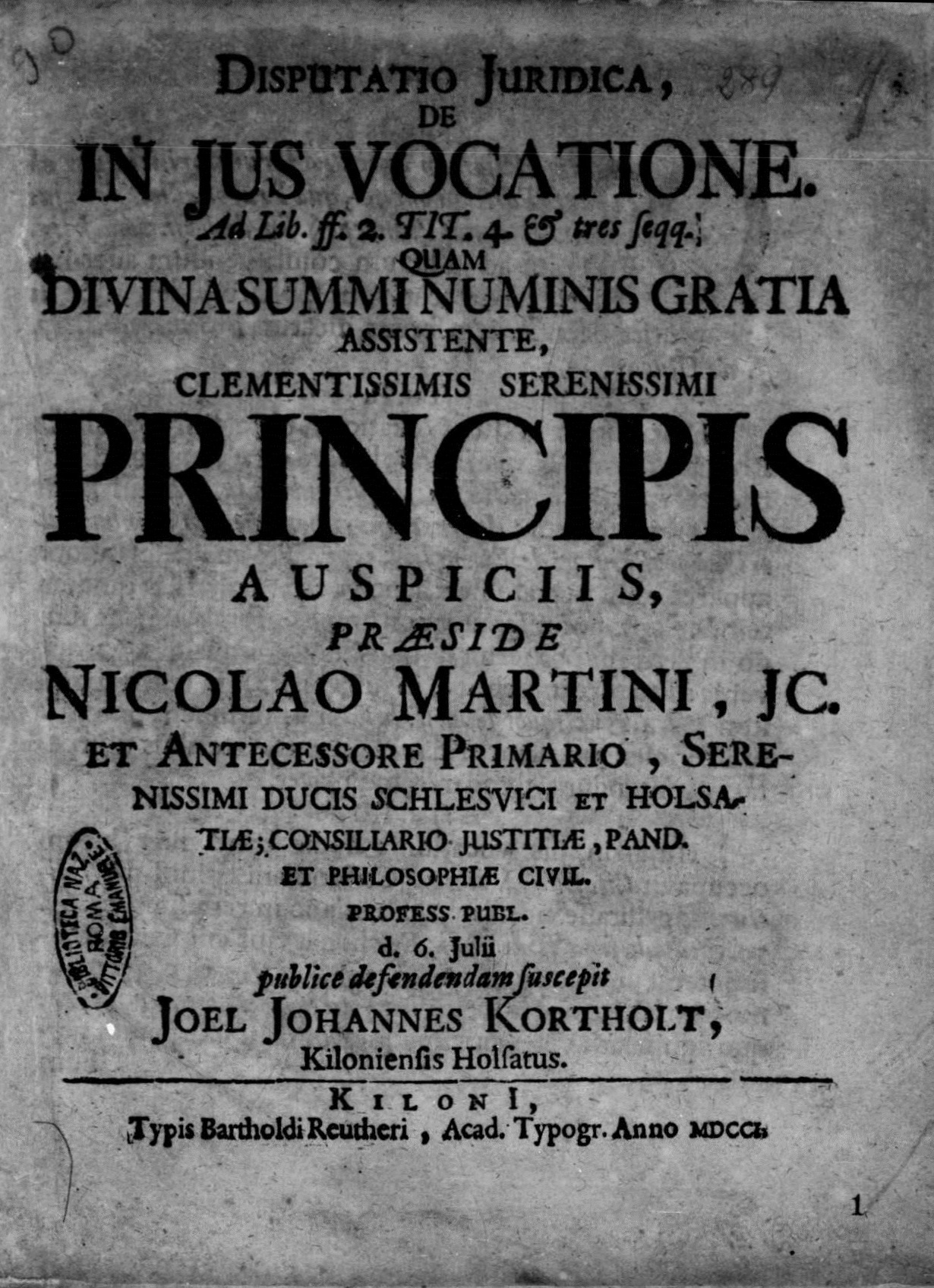
De in ius vocatione, 1701

Nikolaus Martini (Bentwisch, 9 aprile 1632 – Kiel, 13 novembre 1713) è stato un giurista tedesco.

## Biografia
Nato nel 1632, figlio del teologo Benedikt Martini, fu allievo della Fürstenschule di Bordesholm dal 1648 e poi studente all'Università di Helmstedt, di Jena e di Rostock, che nel 1658 gli conferì la licenza per l'insegnamento (Lic. Jur.). Nel 1665 divenne uno dei professori fondatori dell'Università di Kiel, dove ottenne il dottorato nel 1666. Insegnò dapprima alla facoltà di filosofia, divenendo in seguito professore ordinario alla facoltà di giurisprudenza nel 1671.
Il genero Christoph Heinrich Amthor gli successe alla cattedra. 
Poiché Martini inizialmente insegnava filosofia politica all'Università di Kiel, presentando nel semestre invernale del 1665/66 i "primi principi della politica vera e ferma, cioè le fondamenta aristoteliche secondo le leggi del metodo analitico" (ersten Prinzipien der Politik nach wahren und festen, das heißt Aristotelischen Grundlagen gemäß den Gesetzen der analytischen Methode), viene annoverato fra i primi rappresentanti delle scienze politiche a Kiel.

## Opere
- (LA) De successione principum, aliarumque personarum illustrium, Kiel, Joachim Reumann, 1672.
  - (LA) De successione principum, aliarumque personarum illustrium, Kiel, Joachim Reumann, 1674.
- (LA) De civitatibus municipalibus earumque membris, Kiel, Barthold Reuther, 1682.
- (LA) De iure senum singulari, Kiel, Joachim Reumann, 1689.
- (LA) De cautionibus iudicialibus, Kiel, Barthold Reuther, 1701.
- (LA) De in ius vocatione, Kiel, Barthold Reuther, 1701.
- (LA) De feriis et dilationibus, Kiel, Barthold Reuther, 1702.
- (LA) Thesium selectarum, ex universa iuris privati prudentia decerptarum, specimen inaugurale, Kiel, Barthold Reuther, 1702.
- (LA) Disputatio iuridica de libello Ad librum Digestorum 2. titulum 13. Quam divina summi numinis gratia assistente, Kiel, Barthold Reuther, 1703.
- (LA) Praxis criminalis, Urbino, Girolamo Mainardi, 1737.
  - (LA) Praxis criminalis, Urbino, Girolamo Mainardi, 1746.